# Giovanni Ferrero (calciatore)
Giovanni Ferrero (fl. XX secolo) è stato un calciatore italiano, di ruolo centrocampista.

## Carriera
Ha giocato due campionati di Prima Divisione Nord nel Brescia dal 1921 al 1923, con venti presenze e una rete segnata.